# Delia tschekanovskyi
Delia tschekanovskyi este o specie de muște din genul Delia, familia Anthomyiidae, descrisă de Judin în anul 1976. Conform Catalogue of Life specia Delia tschekanovskyi nu are subspecii cunoscute.